# Thánh thất New South Wales
Thánh thất New South Wales là một công trình tôn giáo của Đạo Cao Đài tại thành phố Sydney, bang New South Wales, miền Đông Nam nước Úc.
Được xây dựng trong thập niên 1990 và được khánh thành vào cuối năm 2000, Thánh thất này trở thành Thánh thất Cao Đài đầu tiên có kiến trúc gần giống với Tòa Thánh Tây Ninh tọa lạc bên ngoài lãnh thổ Việt Nam, đồng thời là một công trình tôn giáo nổi bật tại vùng Wiley Park.
Hiện nay, Thánh thất này được quản lý bởi Tộc Đạo Sydney, Châu Đạo New South Wales, Trấn Đạo Úc Châu, Tòa Thánh Tây Ninh.

## Quá trình xây dựng, sửa chữa

### Thiết kế
Đồ án sơ khởi được thiết kế bởi họa viên kiến trúc Đặng Thành Hoàng. 
Mô hình Thánh thất được thiết kế bởi kiến trúc sư Huỳnh Quốc Trực.
Đồ án xây dựng được thiết kế bởi kiến trúc sư Phạm Văn Đức.

### Thi công
Thánh thất được khởi công xây dựng vào năm 1991. Sau 5 năm xây dựng, công trình đã thi công được khoảng 80% vào tháng 7 năm 1996. Công trình được hoàn thành vào đầu năm 2000.
Ngày 18 tháng 11 năm 2000, Thánh thất chính thức được Khánh thành với sự chứng kiến của đại diện chính quyền các cấp tại Úc, cộng đồng người Úc gốc Việt và cộng đồng tín đồ Cao Đài tại Úc.

### Sau hoàn thành và trùng tu
Sau khi hoàn thành xây dựng 7 năm, Thánh thất được cấp Giấy Chứng Chỉ hoàn tất công tác xây dựng (Final Occupation certificate) vào ngày 08 tháng 05 năm 2007 bởi công ty Longreach Fire Services PTY Ltd.

## Giá trị kiến trúc, tôn giáo
Thánh thất có kiến trúc phỏng theo bản mẫu Tòa Thánh Tây Ninh với đủ 3 phần: 
1. Hiệp Thiên Đài
2. Cửu Trùng Đài
3. Bát Quái Đài

Tuy nhiên, phần trang trí bên ngoài và nội điện của Thánh thất này có nhiều điểm khác biệt so với các Thánh thất Cao Đài tại Việt Nam .